# Myrmicaria nigra
Myrmicaria nigra är en myrart som först beskrevs av Mayr 1862.  Myrmicaria nigra ingår i släktet Myrmicaria och familjen myror. Inga underarter finns listade i Catalogue of Life.